# Эскадренные миноносцы типа «Охотник»
Эскадренные миноносцы типа «Охотник» — тип эскадренных миноносцев, строившихся в 1905—1906 годах для Российского Императорского флота на стапелях Сандвикского корабельного дока в Гельсингфорсе и завода Крейтона в Або. До 10 октября 1907 года корабли типа классифицировались как минные крейсера. Всего было построено 4 корабля данного типа.

## Проектирование
Проект представлял собой работу над ошибками, допущенными при проектировании минных крейсеров типа «Украйна». Фирмой AG Vulcan Stettin было несколько уменьшено (до 9 : 1) соотношении длины к ширине и увеличено проектное водоизмещение до 615 т. Это позволило увеличить запасы угля до 190 т. Полная вместимость угольных ям (усиленный запас), составлял до 220 т. Контрактная скорость составила 25 узлов, для её сохранения мощность машин увеличивалась до 7300 л. с. Предусматривалась трёхступенчатая организация работ, предусматривающая поставку механизмов и котлов для всех четырёх кораблей фирмой «Вулкан» с последующей сдачей их комиссии Особого комитета. Усиление вооружения состояло в том, что рекомендовали поставить на корабль непременно длинноствольные (в 58 калибров) 57-мм пушки.

## Конструкция

### Корпус
Наибольшая длина минных крейсеров 75,20 м, длина между перпендикулярами 72,4 м, ширина наибольшая 8,2 м.
Обшивка корпуса из стальных листов толщиною на миделе около 6 мм, в оконечностях уменьшается до 5 мм. Шпангоуты 65×50×5 мм, в оконечностях 50×40×4 мм. Расстояние между ними 500 мм (кроме машинного отделения). Бимсы верхней палубы 75×50×5 мм. Настил верхней палубы от 7 мм до 4 мм. Двенадцать главных поперечных водонепроницаемых переборок.
Водоотливные средства были представлены девятью центробежными насосами, производительностью каждый по 80 т/час вместо семи на «Украинах». Более полным стало и электрическое освещение, включавшее 150 ламп накаливания, в том числе сигнальные фонари и одну пару малых фонарей системы Табулевича.

### Энергетическая установка

#### Главная энергетическая установка
Четыре, водотрубных котла системы Нормана. Рабочее давление пара 16 атмосфер.  Питание котлов автоматическое, 4 донками, из подогревателей, через фильтры. Все четыре паровые котла размещались в отдельных отсеках.
Две 4-цилиндровые паровые машины тройного расширения. Ход поршня 450 мм. Число оборотов в минуту предполагалось 335. При этом общая мощностью около 7300 л. с.
Винты из марганцовистой бронзы, трехлопастные, диаметром 2800 мм и с шагом 2630 мм.
Холодильник поверхностный, с отдельной циркуляционной помпой. Запас угля для испытания 190 тонн; наибольшее количество угля, вмещающееся в угольных ямах — около 220 тонн, что было больше чем 130 тонн на «Украйнах» или 158 тонн угля на V-150.
Эсминцы имели два малых воздухонагнетательных насоса Уайтхеда образца 1904 г. Они служили для накачивания сжатого воздуха в резервуары торпед до давления 150 атм. В мирное время давление поддерживалось 100 атм.

## Модернизации
в 1909—1910 годах вместо 75-мм и 57-мм пушек на всех балтийских «добровольцах» установили по два новейших 102-мм патронных орудия Обуховского завода с длиной ствола в 60 калибров.
1915—1916 годах на кораблях типа «Охотник» появилась третья 102-мм пушка.

## Представители
| Название              | Заложен   | Спуск           | В строю   | Флот | Статус                           |
| --------------------- | --------- | --------------- | --------- | ---- | -------------------------------- |
| «Охотник»             | март 1905 | 1905            | июнь 1906 | БФ   | Исключён из списков в 1918 году. |
| «Пограничник»         | март 1905 | ?               | июнь 1906 | БФ   | Исключён из списков в 1924 году. |
| «Генерал Кондратенко» | март 1905 | 18 августа 1905 | июнь 1906 | БФ   | Исключён из списков в 1924 году. |
| «Сибирский стрелок»   | март 1905 | 6 сентября 1905 | июнь 1906 | БФ   | Исключён из списков в 1956 году. |

Опыт боевых действий бывших минных крейсеров подтвердил истину, что наивысшая боевая эффективность корабля достигается в случае использования его в условиях, для которых он проектировался. И тогда даже
корабли, обладающие не самыми передовыми характеристиками, могут успешно справляться с возложенными на них задачами.